# 梓夕子のモーニング歌謡曲
梓夕子のモーニング歌謡曲（あずさゆうこのモーニングかようきょく）は、CBCラジオで平日（月曜日から木曜日）に放送しているラジオ番組。2010年10月10日放送開始。

## 概要
愛知県出身の演歌歌手・梓夕子が、演歌歌謡曲の名曲を届けるラジオ番組。

## 放送時間
- 2010年10月10日（番組開始時） - 2011年9月25日（番組改編時） 日曜 7:15 - 7:40
- 2011年10月2日（番組改編後） - 2012年6月17日（不祥事前） 日曜 7:00 - 7:30
- 2012年10月7日（不祥事後） - 2014年3月23日（番組改編時） 日曜 7:00 - 7:30
- 2014年3月31日（番組改編後） - 月 - 木曜 5:00 - 5:25

## 不祥事
- 番組パーソナリティのマネージャーで所属事務所の社長が、2012年の4月から6月に計3回、番組にリクエストを送ったリスナーの住所・氏名14人分を、番組スタッフに無断でメモをとり、10人のリスナーの自宅にファンクラブ会報を送付した。会報を受け取った1人から6月18日にCBCへ問い合わせがあり発覚した。これによって、番組は6月24日放送分より休止。この間、リスナーから番組に対して送られるお便りの取り扱い資格者を限定するなどの再発防止策を実施し、個人情報が目的外に使用した関係者への処分を行った。そして、リスナーからの要望もあることを踏まえ、同年10月7日より放送を再開した。[1]